# Тешекпук
Тешекпук (англ. Teshekpuk Lake) — пресноводное озеро на крайнем севере штата Аляска, США. Расположено вблизи побережья Северного Ледовитого океана, к югу от мыса Питт-Пойнт и примерно в 130 километрах к востоку от мыса Барроу. В административном отношении озеро находится на территории боро Норт-Слоп. Площадь водного зеркала — 430 км².
Название озера произошло из языка инупиак и впервые было записано Рочфортом Магуайром в 1854 году как Tasok-poh. Оно означает «большая замкнутая прибрежная вода» или «большая прибрежная вода».
В районе озера обитает огромное стадо карибу, численность которого достигает 25 000 особей. Озеро также имеет важное значение для перелётных птиц.